# Ophiocreas spinulosus
Ophiocreas spinulosus is een slangster uit de familie Asteroschematidae.
De wetenschappelijke naam van de soort werd in 1883 gepubliceerd door Theodore Lyman.
1. ↑  Lyman, T. (1883). Reports on the Results of Dredging, under the Supervision of Alexander Agassiz, in the Caribbean Sea in 1878-79, and along the Atlantic Coast of the United States during the Summer of 1880, by the U.S. Coast Survey Steamer "Blake." XX. Report on the Ophiuroidea. Bulletin of the Museum of Comparative Zoölogy at Harvard College 10(6): 281